# Gersem
Gersem (vers 600) est un Roi Aksoum.